# Kärlek av höjden
Kärlek av höjden är en bönepsalm, diakonipsalm och missionspsalm som Natanael Beskow skrev vid 20 års ålder, 1885. Psalmen består av två korta strofer och är en bön om större kärlek och trohet i kampen för Guds rike. 
Melodin (C-dur, 2/2) är av Johann Crüger, samma som till Helige Fader, kom och var oss nära och Jesus, Guds Son, träd in i denna skara (=Konung och Präst, träd in i denna skara). 
Enligt Koralbok för Nya psalmer, 1921 användes vid psalmens första publicering en a-melodi av Friedrich Ferdinand Flemming och att texten också kunde sjungas till Johann Crügers melodi för psalmen Konung och Präst, träd in i denna skara (1921 nr 569), tillika samma melodi som psalmen Sanningens Ande, som av höjden talar (1921 nr 631). 
Beskows text blir fri för publicering år 2023.

## Publicerad i
- Hemlandssånger 1891 som nr 207 under rubriken "Kyrkan".
- Svensk söndagsskolsångbok 1908 som nr 297 under rubriken "Festsånger".
- Nya psalmer 1921 som nr 568 under rubriken "Kyrkan och nådemedlen: Ordets ämbete och församlingslivet: Diakoni".
- Sionstoner 1935 som nr 561 under rubriken "Yttre mission".
- 1937 års psalmbok som nr 238 under rubriken "Diakoni".
- Psalmer för bruk vid krigsmakten 1961 som nr 238 vers 1.
- Frälsningsarméns sångbok 1968 som nr 717 under rubriken "Begynnelse Och Avslutning".
- Den svenska psalmboken 1986 som nr 92 under rubriken "Vittnesbörd - tjänst - mission".
- Den finlandssvenska psalmboken nr 479  under rubreiken "Ansvar och tjänande"